# Osornophryne
Osornophryne é um gênero de sapos da família Bufonidae. É endêmico na Colômbia e na região da Cordilheira Central no Equador.

## Espécies
| Nome Binomial e Autor                                            | Nome Comum |
| ---------------------------------------------------------------- | ---------- |
| Osornophryne antisana Hoogmoed, 1987                             |            |
| Osornophryne bufoniformis (Peracca, 1904)                        |            |
| Osornophryne guacamayo Hoogmoed, 1987                            |            |
| Osornophryne percrassa Ruiz-Carranza and Hernández-Camacho, 1976 |            |
| Osornophryne puruanta Gluesenkamp & Guayasamin, 2008             |            |
| Osornophryne sumacoensis Gluesenkamp, 1995                       |            |
| Osornophryne talipes Cannatella, 1986                            |            |

## Ligações Externas
- Frost, Darrel R. 2007. Amphibian Species of the World: an Online Reference. Version 5.1 (10 October, 2007). Osornophryne[ligação inativa]. Electronic Database accessible at http://research.amnh.org/herpetology/amphibia/index.php. American Museum of Natural History, New York, USA. (Accessed: May 05, 2008).
- AmphibiaWeb: Information on amphibian biology and conservation. [web application]. 2008. Berkeley, California: Osornophryne. AmphibiaWeb, available at http://amphibiaweb.org/. (Accessed: May 05, 2008).
- eol - Encyclopedia of Life taxon Osornophryne[ligação inativa] at http://www.eol.org.
- ITIS - Integrated Taxonomic Information System on-line database Taxon Osornophryne at http://www.itis.gov/index.html. (Accessed: May 05, 2008).
- GBIF - Global Biodiversity Information Facility Taxon Osornophryne at http://data.gbif.org/welcome.htm